# Parlement
Ne doit pas être confondu avec Parlement (Ancien Régime).
Pour la série, voir Parlement (série télévisée). Pour la station de métro léger, voir Parlement (métro léger d'Ottawa).

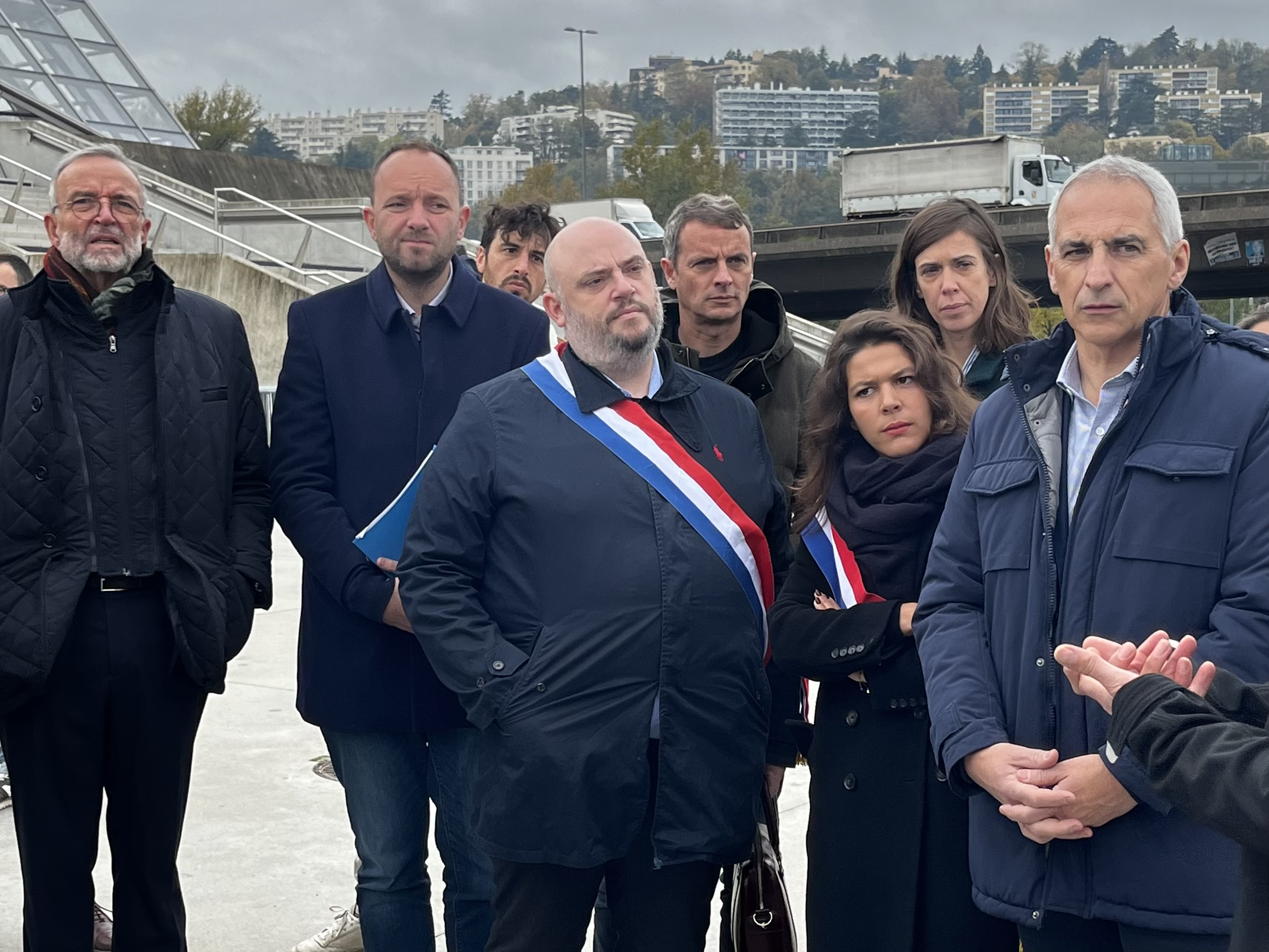
Sept parlementaires français élus dans le Rhône, en 2024 à Lyon : les sénateurs Étienne Blanc et Thomas Dossus et les députés Thomas Gassilloud, Boris Tavernier, Anaïs Belouassa-Cherifi, Sandrine Runel et Jean-Luc Fugit.

Un parlement est une assemblée, généralement élue, qui assure la représentation du peuple dans les États ou les divisions administratives (intra-étatiques tel le Parlement de Catalogne ou supra-étatiques tel le Parlement européen). À ce titre, il est le « destin de la démocratie » selon Hans Kelsen. Il a deux fonctions : faire et défaire les lois, ce qui en fait le détenteur du pouvoir législatif, ainsi que contrôler l'action du gouvernement du pays. Le membre d'un parlement est un parlementaire.
Il s'agit d'un organe collégial qui peut avoir plusieurs rôles : un rôle de conseiller pour le pouvoir exécutif, un rôle de législateur et enfin un rôle de représentant de la nation à l'étranger.

## Généralités

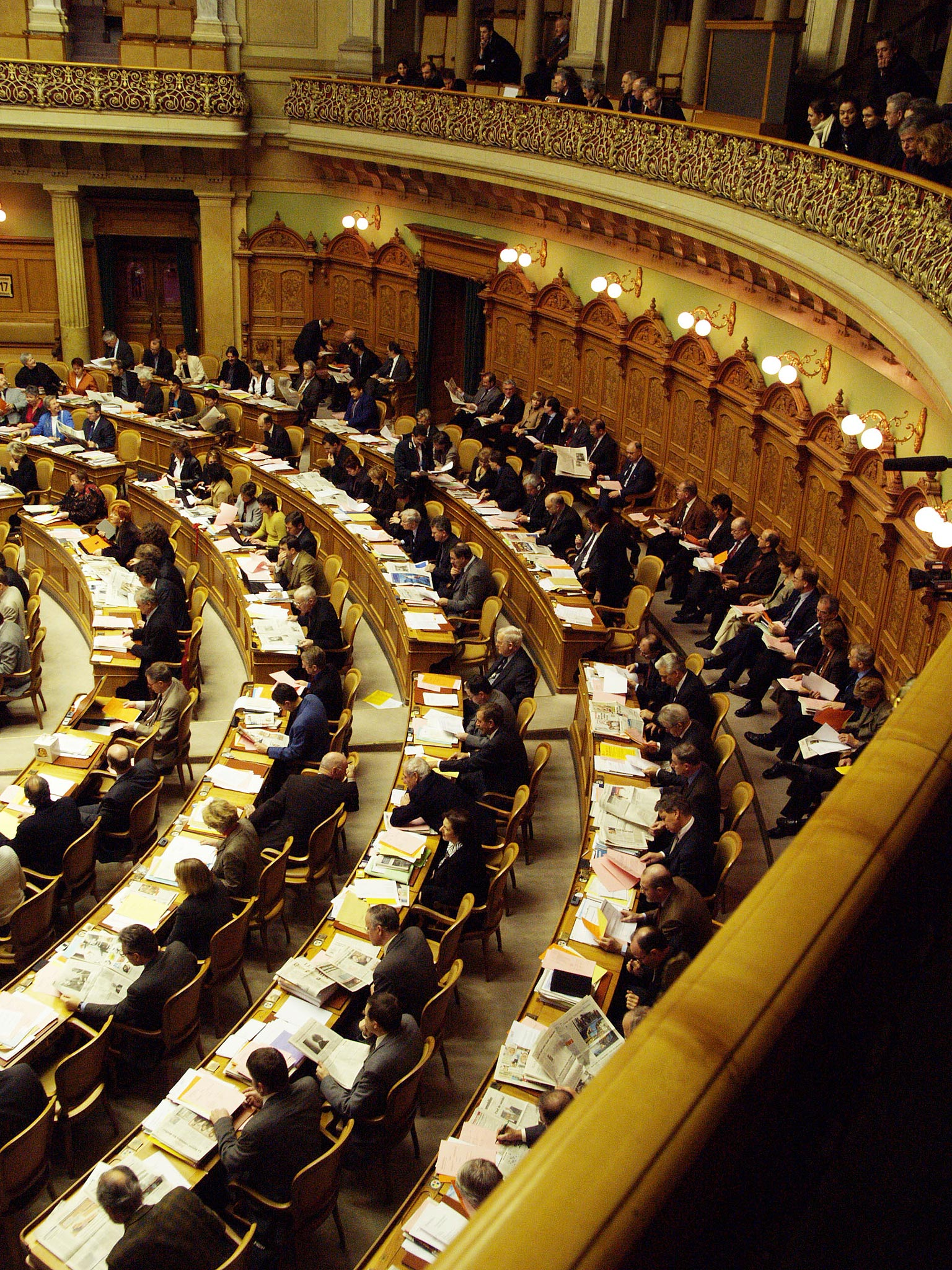
L'Assemblée fédérale suisse (les deux conseils réunis) en session.

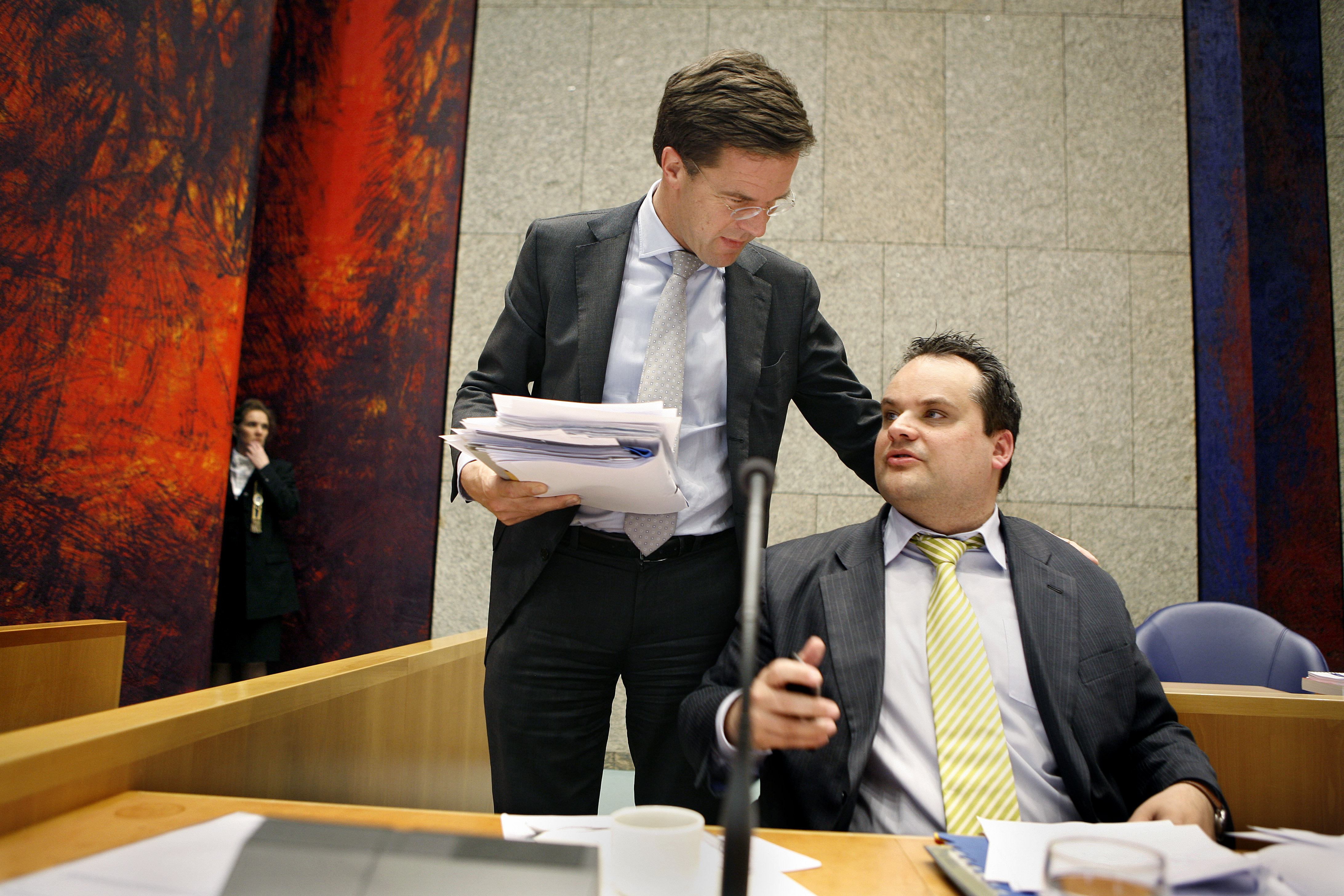
Le Premier ministre Mark Rutte arrive à la Seconde Chambre du Parlement néerlandais pour répondre aux questions des représentants et prendre part à un débat sur l'Union européenne. Il salue le ministre des Finances Jan Kees de Jager sur les bancs du gouvernement.

Le parlement représente les citoyens mais peut aussi, par exemple dans un État fédéral, représenter des territoires.
Il existe deux formes de parlement :
- les parlements monocaméraux, qui sont constitués d'une seule chambre ;
- les parlements bicaméraux, qui sont constitués de deux chambres : la chambre haute et la chambre basse.

Il peut également exister un parlement tricaméral, qui est donc constitué de trois chambres. Mais ce type de parlement fut peu adopté[réf. nécessaire] car il présente trop d’inconvénients : complexification et allongement excessifs du processus législatif, ou bien risque de dérive anti-démocratique[réf. nécessaire].
La chambre dite « basse » est désignée au suffrage universel direct selon un mode de scrutin variable selon les États. L'élection des membres de la chambre haute peut varier selon les pays, pour certains ce sont les citoyens qui les élisent, pour d'autres ce sont des grands électeurs. La chambre haute est souvent dénommée « Sénat ».
En Europe, les parlements sont parfois nés contre le roi, pour consentir l'impôt. Vote et contrôle étaient alors étroitement liés. Aujourd'hui, les deux fonctions se sont étendues et séparées selon le principe de la séparation des pouvoirs.
Le parlement délibère puis vote la loi ; dans certains pays et sous certaines conditions ces lois doivent être soumises aux citoyens avant de pouvoir entrer en vigueur ; dans d'autres pays le chef de l'exécutif doit signer la loi pour permettre à celle-ci d'entrer en vigueur. Le gouvernement, qui a parfois pu participer à son élaboration, l'exécute.
Parallèlement, le parlement peut contrôler l'action du gouvernement :
- il peut avoir la possibilité de le renverser ;
- il peut le questionner ;
- il peut procéder à des enquêtes ;
- il vote le budget et peut vérifier son emploi.

Dans un régime présidentiel, comme aux États-Unis, le parlement possède des pouvoirs législatifs et de contrôle très importants, mais ne peut renverser le gouvernement.
Dans un régime d'assemblée, marqué par la confusion des pouvoirs, le parlement concentre les fonctions législatives et exécutives.
Dans un régime parlementaire, le gouvernement émane du parlement, est responsable devant lui, et peut le dissoudre.
Les pays considérés comme autoritaires et anti-démocratiques (dictatures, totalitarismes, parti unique…) ont pour la plupart un parlement qui est noyauté par l'exécutif, les possibilités d'oppositions ou de contrôles sont inexistantes de facto. Les observateurs extérieurs parlent alors de pseudo-parlement, de parlement de façade ou de chambre d'enregistrement.
En France, le Parlement est composé de deux chambres : le Sénat, dit « chambre haute », au côté de l'Assemblée nationale, dite « chambre basse ». Depuis l'avènement de la Cinquième République, le président de la République dispose de pouvoirs assez importants, dont ceux de nommer le gouvernement et de dissoudre l'Assemblée ; mais la représentation nationale est souveraine et dispose de larges pouvoirs de contrôle.

## Organisation
La capacité du parlement d'exercer effectivement ses pouvoirs est conditionnée à son organisation et à son fonctionnement interne, définis par un règlement et par le statut du député. Trois types d'organes jouent un rôle majeur :
- le bureau et la présidence du parlement ;
- les groupes politiques ;
- les commissions spécialisées.

## Jusqu'auXVIIIesiècle

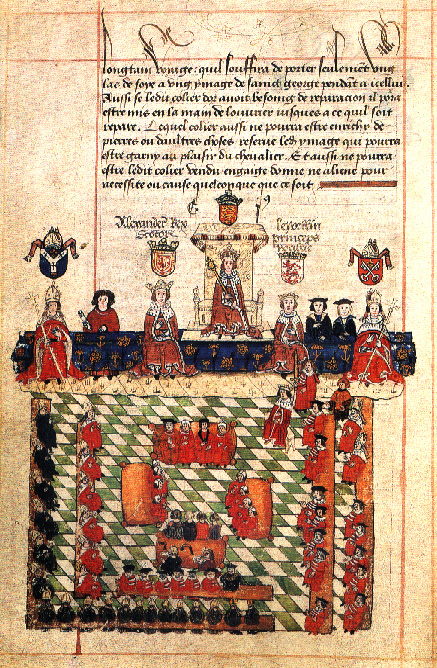
Parlement à la cour d'Édouard III d'Angleterre (v. 1327).

Les parlements apparaissent au Moyen Âge.
Ils sont, en principe, issus de la Curia Regis (conseil du roi) dont ils sont l'établissement dans une région dépendant directement de la couronne.
Le plus ancien parlement en Europe semble avoir été l'Althing, créé en 930 en Islande et se réunissant tous les ans. Il a surtout des fonctions de cour de justice pour régler les différends. Le parlement au sens moderne du terme est né en Angleterre : le Parlement d'Angleterre à partir du XIIIe siècle comprend des représentants élus des bourgeois et des chevaliers.
Avant la Révolution, le terme de parlement désigne en France une cour de justice jugeant en appel des juridictions d'une région, et dont le pouvoir législatif est purement jurisprudentiel. Des arrêts de règlements, pris collégialement toutes chambres réunies, permettent de codifier des questions de droit en faisant une synthèse de la jurisprudence.
De nombreuses matières sont de la compétence de juridictions spéciales sous appel d'autres cours souveraines que les parlements, notamment pour les contentieux relatifs aux affaires ecclésiastiques, au domaine du roi (Eaux et Forêts, Amirauté, monnaie), à certaines professions (Maréchaussée, chambre de la Maçonnerie), aux questions fiscales.
Les chambres des parlements ne représentent pas des catégories sociales, mais les différentes matières du contentieux. Ils n'ont pas le pouvoir de voter des impôts, ou de contrôler les décisions du gouvernement, ou de représenter des classes sociales comme en Angleterre après la Glorieuse Révolution.
Cependant, ils sont chargés d'enregistrer et de publier les actes royaux après avoir vérifié leur cohérence avec le reste du droit de leur ressort, y compris les principes généraux. Sans cet enregistrement, les actes royaux ne sont pas applicables.
En France, on comptait treize parlements et conseils souverains à la fin de l’Ancien Régime, le plus important étant le parlement de Paris.
Le jansénisme parlementaire désigne, dans la seconde moitié du XVIIIe siècle, un mouvement de la bourgeoisie qui commence avec la révolte des cabochiens et qui tend à considérer que tous les parlements forment ensemble un corps unique souverain, détenteur d'un pouvoir politique et source légitime du droit.